# Estación de Milmort
La estación de Milmort es una estación de tren belga situada en Herstal, en la provincia de Lieja, región Valona.
Pertenece a las líneas  y  de S-Trein Lieja.

## Situación ferroviaria
La estación se encuentra en la línea 34 (Lieja-Hasselt).

## Intermodalidad
Actualmente, no hay conexiones con otros medios de transporte.